# ОШ „Бранко Радичевић” Никинци
ОШ „Бранко Радичевић” у Никинцима, насељеном месту на територији општине Рума, основана је 1882. године. 
Ученици школе похађају наставу у две школске зграде, а настава је организована у две смене.